# Kepler-46
Kepler-46 (wcześniej KOI-872) – układ planetarny z dwoma znanymi planetami pozasłonecznymi (Kepler-46b i Kepler-46c) odkrytymi w 2012 roku w ramach programu Kepler. Jest położony w gwiazdozbiorze Lutni w odległości około 2795 lat świetlnych (857 parseków).
Pierwsza planeta została odkryta metodą tranzytową. Już po odkryciu tej planety, dokładniejsze obserwacje wskazały na jej nieregularny ruch. Analiza danych wskazała, że jedyną możliwą przyczyną zaburzeń ruchu tego ciała jest wpływ grawitacyjny innej planety, która przy obserwacji z Ziemi nie przechodzi przed tarczą gwiazdy.
Planety poruszają się w rezonansie orbitalnym 5:3.